# Pavlopil
Pavlopil (ukrainien : Павлопіль ; russe : Павлополь) est un village du raïon de Volnovakha (district) dans l'oblast de Donetsk dans l'est de l'Ukraine, à environ 25 km au Nord-Ouest de Novoazovsk et à environ 25 km au Nord-Est de Marioupol, sur la rive gauche du fleuve Kalmious.
Le conflit entre l'Ukraine et les forces pro-russes, qui débute en avril 2014, fait des victimes civiles et militaires. En mai 2016, un civil est tué et un autre blessé lorsqu'un tracteur qu'ils conduisent heurte un engin explosif non identifié.

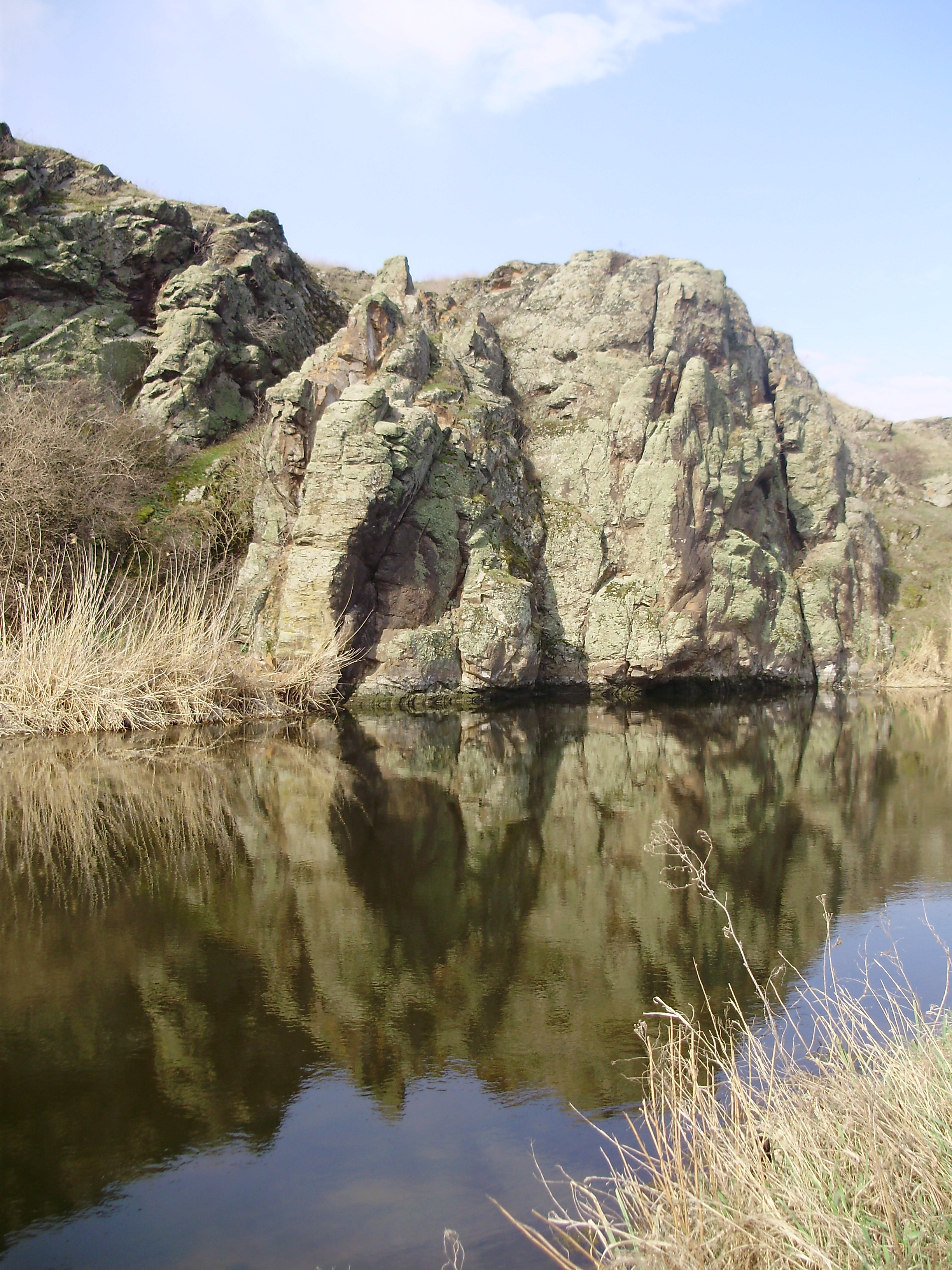
Kalmious
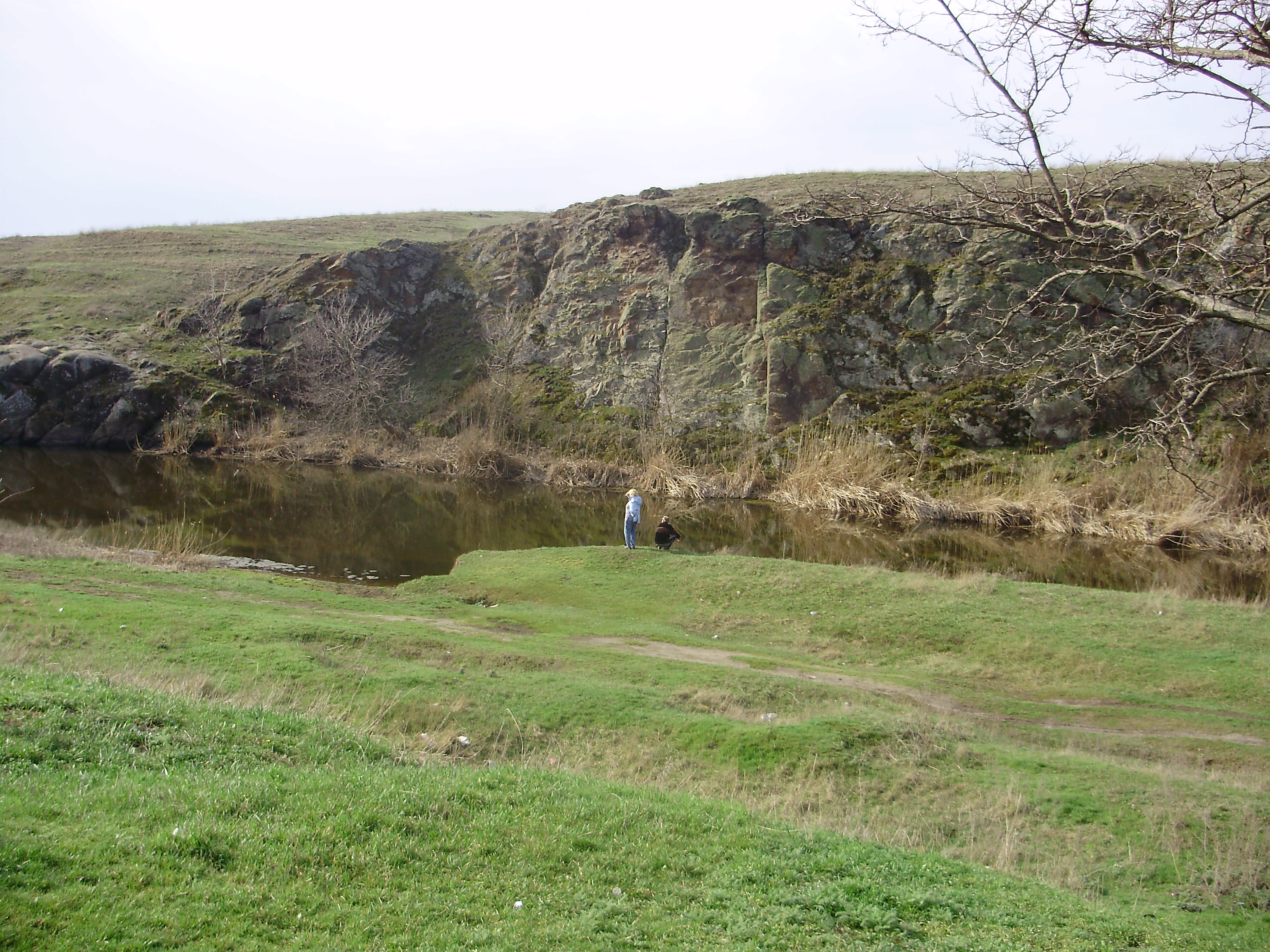
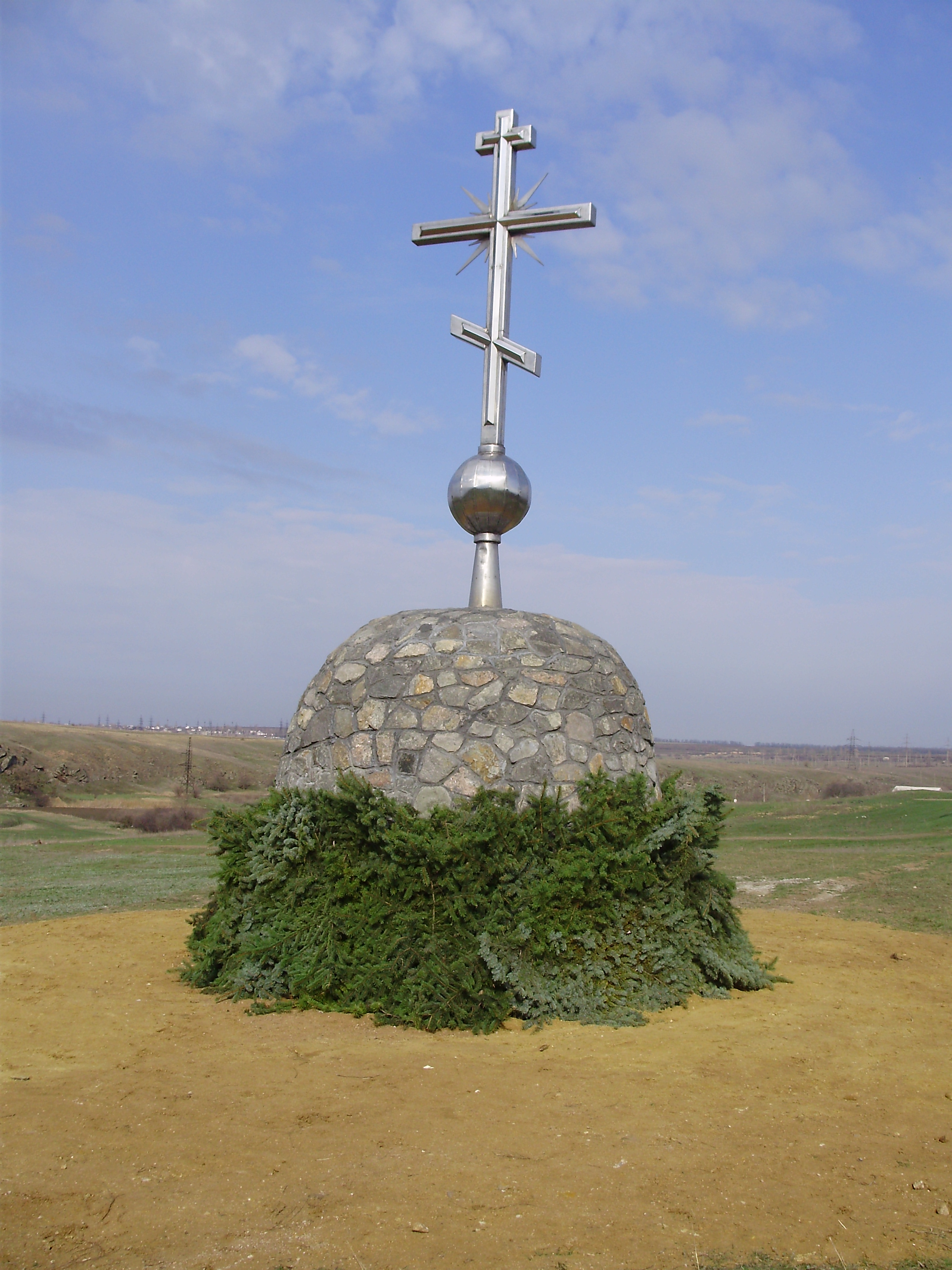

## Démographie
Langue maternelle au recensement ukrainien de 2001:
- ukrainien – 72,60 %
- Russe – 26,28 %
- arménien – 0,32 %

| 1873 | 1897 | 1970 | 1976 | 2001 |
| ---- | ---- | ---- | ---- | ---- |
| 505  | 651  | 660  | 615  | 624  |